# Stéphane Auroux
Pour les articles homonymes, voir Auroux.
Stéphane Auroux (né le 31 août 1975 à Saint-Amand-Montrond) est un coureur cycliste français, actif dans les années 1990 et 2000.

## Biographie
En 1996, Stéphane Auroux termine troisième du championnat de France espoirs (moins de 23 ans). Il passe professionnel en 1999 dans la petite équipe Besson Chaussures-Nippon-Hodo,. Son meilleur résultat est une septième place sur une étape du Tour du Japon. Il participe notamment au Tour de l'Avenir, qu'il termine à la vingt-cinquième place.  
Après une seule saison professionnelle, il intègre en 2000 le CR4C Roanne, où il s'illustre en étant l'un des meilleurs amateurs français. Il court sous les couleurs de ce club jusqu'en 2003.

## Palmarès
- 1993
  - 3e du Tour de la Vallée de la Trambouze
- 1995
  - Souvenir Jean-Guy Chamoux
- 1996
  - 3e du championnat du Lyonnais sur route
  - 3e du championnat de France sur route espoirs
- 1997
  - 2e du Tour du Charolais
- 2000
  - Tour du Canton de Châteaumeillant
  - 2e du Grand Prix de la Trinité
  - 2e du Trophée des Châteaux aux Milandes
  - 2e de l'Univest Grand Prix
  - 3e du Trophée de la ville de Cusset
  - 3e de la Boucle de l'Artois
- 2001
  - 4e étape du Tour Nord-Isère
  - Tour du Pays Roannais :
    - Classement général
    - 1re, 2e et 3e étapes

  - 1re étape du Tour de la Creuse
  - Grand Prix de Saint-Symphorien-sur-Coise
  - Prix de La Charité-sur-Loire
  - 2e du Grand Prix de Vougy
  - 2e du Tour Nord-Isère
  - 2e du Tour du Pays Dunois
  - 2e du Tour de la Creuse
  - 2e du Tour du Jura
  - 2e du Tour de Corrèze
  - 3e du Grand Prix de Luneray
  - 3e du Prix du Léon
  - 3e de la Mi-août bretonne
- 2002
  - Challenge du Boischaut-Marche
  - Championnat du Lyonnais
  - Tour du Charolais
  - 3e étape du Tour de Corrèze[3]
  - Prologue du Tour des Deux-Sèvres
  - Grand Prix du Cru Fleurie
  - Critérium de La Machine
  - 2e du Circuit des Communes de la Vallée du Bédat
  - 2e du Grand Prix de Peymeinade
  - 2e de Dijon-Auxonne-Dijon
  - 2e de Blois-Vailly
  - 2e du Prix de La Charité-sur-Loire
  - 2e du Circuit des Deux Ponts
  - 3e du Circuit des Quatre Cantons
- 2003
  - Tour du Périgord
  - 2e étape du Tour de Franche-Comté
  - 2e de Dijon-Auxonne-Dijon
  - 3e du Tour du Pays Dunois